# Stadtwerke Solingen (Versorgungsabteilung)

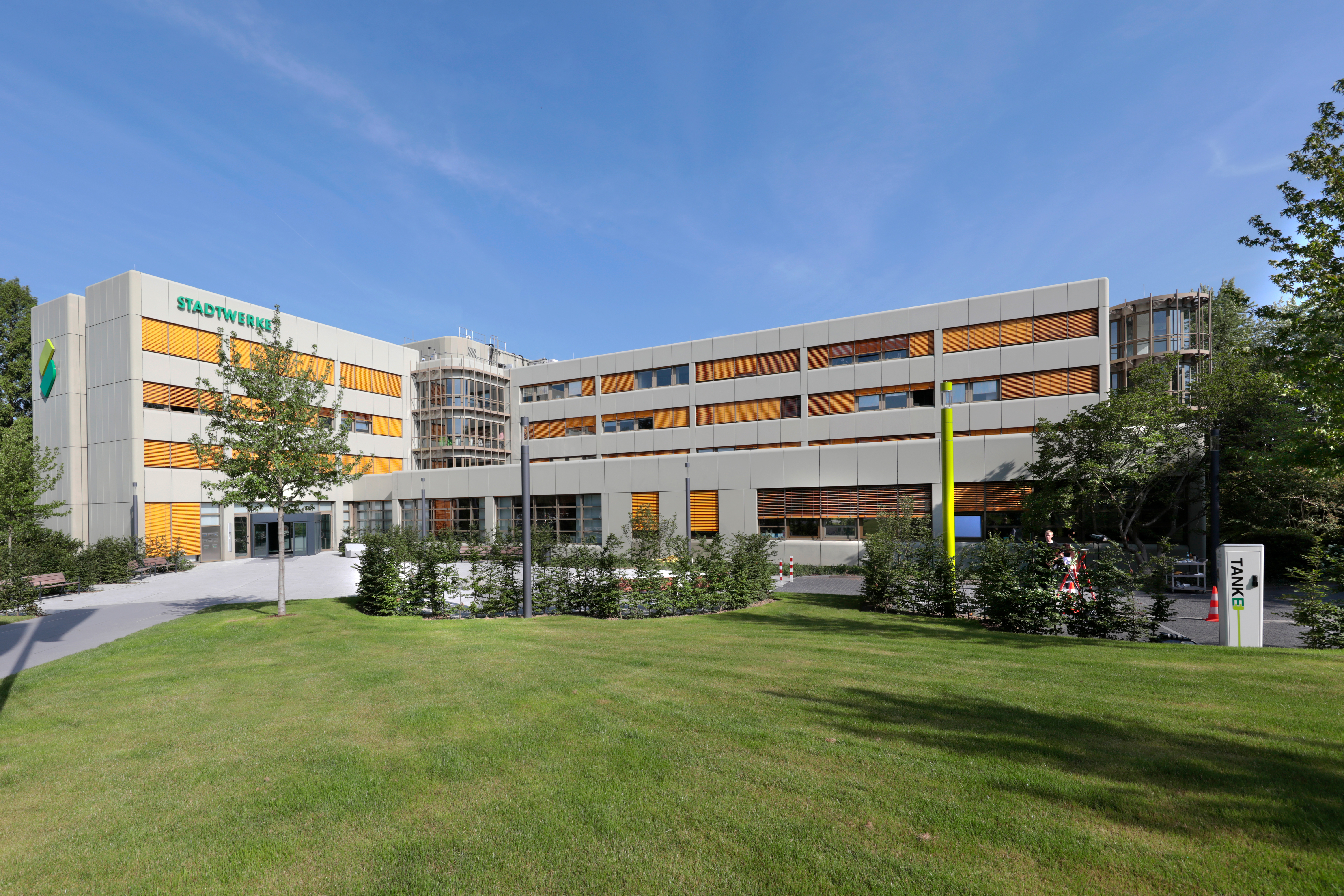
Hauptgebäude der Stadtwerke Solingen, Beethovenstr. 210

Die öffentliche Versorgung mit Strom und Erdgas in Solingen ist die Aufgabe der Versorgungsabteilung der Stadtwerke Solingen GmbH. Sie gehört zum Stadtwerke Solingen Konzern. Die Stadtwerke Solingen GmbH verfügt über weitere Geschäftsbereiche, die organisatorisch von der Versorgungsabteilung getrennt sind. So betreibt die Verkehrsabteilung der Stadtwerke Solingen GmbH den öffentlichen Personennahverkehr der Stadt, darunter auch Oberleitungsbusse. Über die 100%ige Tochter der Stadtwerke Solingen GmbH, der SWS Netze Solingen GmbH, ist die Stadtwerke GmbH außerdem Grundversorger im Bereich des Solinger Netzgebietes.

## Unternehmensgeschichte

### Vorgeschichte und Gründung
Das erste Gaswerk auf heutigem Solinger Stadtgebiet, errichtet und betrieben durch die private „Gas-Aktien-Kommandit-Gesellschaft W. Ritter & Co.“, nahm am 19. Oktober 1859 seine Tätigkeit auf. Es ist der älteste Betriebszweig der Stadtwerke Solingen und versorgte neben den öffentlichen Straßenlaternen auch Privathäuser mit Gas.
1883 begann die Stadt Solingen mit dem Betrieb ihres ersten Wasserwerks. Damit wurde das bis dahin bestehende System der Wasserversorgung über Pumpen und Brunnen nach und nach durch eine zentrale Wasserversorgung ersetzt. Zu diesem Wasserwerk gehörten ein Pumpwerk in der Hofschaft Grunenburg und ein Erdbehälter auf der Krahenhöhe.
Ab 1897 lieferte die „Kraftzentrale zur Erstellung von Elektrizität“ der Firma Robert Paffrath Wwe. am Standort des ehemaligen Kirschberger Kottens bei Müngsten Strom nach Solingen. Dazu hatte die Stadt Solingen 1896 einen Vertrag mit der Firma Paffrath abgeschlossen, in der das Unternehmen sich verpflichtete, ausschließlich Kraftstrom an die Stadt zu liefern. Der erste elektrische Strom am 1. August 1897 erreichte teils über Freileitungen, teils durch Erdkabel einige Teile des Stadtgebietes. Aufgrund der steigenden Nachfrage nach Strom erfolgte noch im selben Jahr im Elektrizitätswerk der Gebrüder Paffrath der Einbau von zwei leistungsstärkeren Wasserturbinen und damit verbunden die Aufstellung einer Dampfmaschine. Mit der Erweiterung des Leitungsnetzes erhöhte sich auch der Kapitalbedarf der Firma Paffrath. Deshalb fusionierte sie 1897 mit der Gesellschaft für elektrische Unternehmungen, die von nun an die Firma „Bergisches Electricitätswerk“ (BEW) betrieb. Die Stadt Solingen übertrug die Stromlieferungsverträge auf diese am 30. Juni 1898 feierlich eingeweihte neue Firma.
In den Ortschaften Kohlfurth, Löhdorf und Leichlingen entstanden die ersten Umformerstationen. In Kohlfurth belieferte seit 1899 abends eine Umformerstation des BEW die Wirte mit Lichtstrom und ermöglichte gleichzeitig den Betrieb von vier Bogenlampen. Letztere sind als die erste elektrische Straßenbeleuchtung in Solingen anzusehen.
In der Stadt Burg, seit 1975 ein Stadtteil von Solingen, errichtete Arnold Schröder ein Elektrizitätswerk zur Einrichtung einer öffentlichen Straßenbeleuchtung ab 1901.
Mit dem Bau der 1903 eingeweihten Solinger Talsperre bei Glüder entstand schließlich – vom Wasser der Wupper und der Talsperre gespeist – ein stadteigenes Kraftwerk, das seitdem die Stadt Solingen mit Licht- und Kraftstrom versorgte. Im Bereich des Kraftstroms geschah dies in Konkurrenz zum BEW. Die Betriebe und Haushalte in den benachbarten Städten Höhscheid (seit 1898), Ohligs, Gräfrath und Wald (seit 1901) erhielten weiterhin Kraft- und Lichtstrom durch das BEW. Dieses wurde 1906 vom Rheinisch-Westfälischen Elektrizitätswerk (RWE) erworben, firmierte jedoch noch bis 1923 unter seinem bisherigen Namen. 1911 ging die Stadt Solingen auf Fremdbezug vom RWE über und verteilte seither in eigener Regie Licht- und Kraftstrom in ihrem Stadtgebiet. In Gräfrath, Höhscheid, Ohligs und Wald lieferte und verteilte das RWE Licht- und Kraftstrom bis zur letzten Lampe. Am 1. April 1924 wurde das gesamte Hochspannungsnetz der Stadt Solingen vom RWE angekauft.
In den Nachbarstädten von Solingen entstanden nach und nach ebenfalls städtische Gas- und Wasserwerke. Nach der Städtevereinigung von 1929, bei der die bisher selbstständigen Städte Gräfrath, Solingen, Höhscheid, Ohligs und Wald zur Stadt Solingen vereint wurden, fasste man diese mit den dortigen Stromversorgern zu den „Städtischen Gas-, Wasser- und Elektrizitätswerken“ zusammen. 1935 erhielten diese Versorgungseinrichtungen den Namen „Stadtwerke Solingen“ (SWS). Das Jahr gilt damit als Gründungsjahr der heutigen Stadtwerke Solingen GmbH.

### Zweiter Weltkrieg
Im Zweiten Weltkrieg war die Versorgung der Solinger Stromkunden stärker durch die Einberufung von Technikern und Monteuren der Stadtwerke Solingen beeinträchtigt als durch direkte Kriegseinwirkungen. Auch von Beschränkungen und Einstellungen der im Deutschen Reich zentral gesteuerten Stromabgabe blieb Solingen weitestgehend verschont. Erst ab 1943 gab es eindringliche Appelle zur Einsparung von Strom und Gas in Betrieben und Haushalten. Fliegerangriffe im November 1944 legten große Teile von Solingen – und damit auch Anlagen und Leitungen zur Stromversorgung der Stadtwerke Solingen und des RWE – in Schutt und Asche. Tausende Zähler und Hausanschlüsse wurden zerstört und das Umspannwerk am Weyersberg sowie Schalt- und Stützpunktanlagen an der Friedrich- und Bismarckstraße nahmen schweren Schaden.
Von weit größerer Bedeutung für den Zusammenbruch der Energieversorgung waren aber die Schäden durch den strategischen Luftkrieg gegen die Einrichtungen der Mineralöl-, Strom- und Gasindustrie sowie gegen das Verkehrswesen. Die rasche Instandsetzung von zerstörten Stromkabeln und Teilen des Freileitungsnetzes nutzte daher wenig – die Stromlieferungen blieben zunächst aus. Aufgrund der desolaten Versorgungssituation in der Zeit nach Kriegsende gab es bis Anfang der 1950er-Jahre immer wieder Einschränkungen beim Stromverbrauch.
Als Folge der Angriffe auf Solingen im Jahr 1944 wurde auch die städtische Wasserversorgung beeinträchtigt und der Zufluss vom Pumpwerk Glüder lahmgelegt. Die übrigen Wasserwerke arbeiteten dagegen noch. Nur Alt-Solingen war vom Wasserausfall betroffen. Dort kamen vorübergehend alte Brunnen (wieder) zum Einsatz. Einige Gasbehälter – seit 1930 wird in Solingen kein Eigengas mehr produziert, sondern Ferngas bezogen – wurden infolge der Kriegseinwirkungen ebenfalls beschädigt.

### Nachkriegszeit
In den Nachkriegsjahren war zunächst keine geregelte Gas-, Wasser- und Stromversorgung mehr möglich. Die Arbeit der Stadtwerke wurde hauptsächlich durch die wirtschaftliche Notlage und die Rationierung von Gas und Strom bestimmt. Noch lange Zeit war man damit beschäftigt, Kriegsschäden im Rohrnetz und an den Werksanlagen zu beseitigen. Hinzu kam ein allgemeiner Zählermangel.
Nach 1948 machte sich die allgemeine wirtschaftliche Belebung auch bei der Nachfrage aller Verbrauchergruppen nach Gas bemerkbar. Die Stadtwerke Solingen verlegten Leitungsrohre, stellten Hausanschlüsse her, setzen Gaszähler oder wechselten diese aus. Außerdem wurde die Straßenbeleuchtung ausgebaut. Seit dem 1. Januar 1949 gehörten auch die der Volksgesundheit dienenden Badeanstalten und die beiden städtischen Freibäder Heide und Ittertal wirtschaftlich und verwaltungsmäßig den Stadtwerken an. Damit besaßen die Stadtwerke Solingen zu diesem Zeitpunkt vier Betriebszweige: Elektrizitätswerk, Gaswerk, Wasserwerk und Bäder. Zum 1. April 1953 übernahm die Stadt Solingen das RWE-Niederspannungsnetz in den Stadtteilen Gräfrath, Höhscheid, Ohligs und Wald. Die Aufgaben des Elektrizitätswerkes stiegen damit um ein Vielfaches.
In den folgenden Jahren standen die Erweiterung des Kabel- und Freileitungsnetzes sowie die Umstellung des Niederspannungsnetzes auf 3 x 380/220 Volt in Verbindung mit einer Fremdfirma im Vordergrund. Neben der Überholung des vorhandenen Stromnetzes war es eine der Hauptaufgaben, durch die Inbetriebnahme neuer Trafostationen auf längere Sicht ausreichende Spannungsverhältnisse zu schaffen. Am 5. April 1966 war die Umstellung des Strom-Versorgungsnetzes in Solingen abgeschlossen. Der Kostenaufwand belief sich insgesamt auf 15 Mio. DM. Das Elektrizitätswerk, Stadtwerke Solingen-intern auch Eltwerk genannt, hatte nun 372 moderne Netzbezirke.
Hervorgegangen aus einem 1896 von der Union-Elektricitäts-Betrieb (UEG) gegründeten eigenständigen Verkehrsunternehmen zum Betrieb der Solinger Stadtbahn wurden Anfang 1958 auch die Solinger Verkehrsbetriebe in den Verantwortungsbereich der Stadtwerke Solingen aufgenommen. Die so vereinigten Wirtschaftsbetriebe (Abt. Versorgung mit Badeanstalten und Abt. Verkehr) firmierten unter dem alten Namen „Stadtwerke Solingen“.
Im Auftrag des Stadtbauamtes begann das Elektrizitätswerk ab 1959 mit der Umstellung und dem Ausbau der elektrischen Straßenbeleuchtung. 1961 gab es in Solingen ebenso viele Elektro- wie Gasleuchten (je 2.780).
Zum 1. Januar 1964 wurde die Bädergesellschaft aus dem Verantwortungsbereich der Stadtwerke ausgegründet.
Die Ankündigung der Stadtwerke im Jahr 1968, die Gasversorgung von Stadt- auf Erdgas umzustellen, gab den Ausschlag dafür, die bereits länger geplante Abschaffung der Gas-Straßenbeleuchtung in die Tat umzusetzen. Zum 1. Juli 1968 gingen der Neubau und die Unterhaltung der Straßenbeleuchtung auf das Tiefbauamt über. Parallel zur Erdgasumstellung der Stadtwerke Solingen begann die Stadt 1969 damit, Gaslampen durch Elektroleuchten zu ersetzen.

### Neuere Geschichte
Im August 1969 nahm man an der Sandstraße eine Müllverbrennungsanlage in Betrieb. Die Stromerzeugung im angeschlossenen Heizkraftwerk wurde am 10. September aufgenommen. Am 4. November 1969 ging die Anlage auf die Stadt Solingen über.
Die letzte Gaslaterne in Solingen verlosch im Oktober 1975; die Elektroleuchten brannten nun überall in Solingen. Seit dem 1. Januar 1975 gehören auch die ehemals eigenständige Stadt Burg und die Ortschaft Höhrath zum Solinger Stadtgebiet.
Im Jahr 1980 besaßen die Stadtwerke Solingen mittlerweile fünf Betriebszweige: Elektrizitätswerk, Gaswerk, Wasserwerk, Heizkraftwerk sowie den Verkehrsbetrieb. Ein Jahr später bezogen die Stadtwerke ihr neues Verwaltungs- und Betriebsgebäude an der Beethovenstraße, wo es sich bis heute befindet.
Im Hinblick auf den zum 1. Januar 1992 erfolgten Erwerb der Mittelspannungsanlagen von der RWE Energie AG erfolgten schon einige Jahre zuvor sehr umfangreiche Investitionen des Elektrizitätswerkes im Bereich der Umspannungs- und Umformungsanlagen. Um das ab 1992 bestehende Mittelspannungs-Versorgungsgebiet der Stadtwerke Solingen in Solingen (außer Ortsteil Burg) klar technisch und wirtschaftlich gegenüber dem RWE-Versorgungsgebiet in Nachbargemeinden abzugrenzen, war es erforderlich, die bestehenden Leitungsverbindungen zu entflechten. Durch die Übernahme veränderten sich Abgabevolumen und -struktur gegenüber den Vorjahren beträchtlich. Die Erneuerung und der Ausbau der Versorgungsnetze wurden planmäßig und konstant fortgesetzt. Alte Schalthäuser und Anlagen wurden umgebaut oder komplett durch Neubauten ersetzt. Nach dem Ratsbeschluss der Stadt Solingen wurde der bisherige städtische Eigenbetrieb Stadtwerke Solingen am 22. September 1995 zur Stadtwerke Solingen GmbH umstrukturiert. Die Stadt Solingen war zu diesem Zeitpunkt alleiniger Gesellschafter der neugegründeten Kapitalgesellschaft. Ziel war die Schaffung des „äußeren“ Rahmens für ein leistungsfähiges Unternehmen. Mit sieben Umspannwerken, 863 Verteilstationen und einem Kabelnetz von rund 1.500 km Länge versorgte die neue Stadtwerke Solingen GmbH im Jahr 1997 fast alle Bürger der Stadt (Burg erst seit September 2002) mit elektrischer Energie. Überwacht und gesteuert wurden die Prozesse der Umwandlung und Einspeisung in das Netz durch die Netzleitstelle. Hauptlieferant war nach wie vor die RWE Energie AG.
Als einer der ersten kommunalen Energieversorger Deutschlands trugen die Stadtwerke Solingen seit 1999 der inzwischen ständig wachsenden Nachfrage nach „Öko-Strom“ Rechnung. Seit September 1999 boten sie auch Strom an, der aus einem Ökostrom-Pool bezogen wurde, in den Strom aus der Kraft von Wind, Wasser, Sonne, Biomasse und Kraft-Wärme-Kopplung eingespeist wurde.
Im Jahr 2000 brachten zwei neue bundesdeutsche Gesetze Auswirkungen auf die Stromversorger mit sich: Das Gesetz für den Vorrang Erneuerbarer Energien und das Gesetz zum Schutz der Stromversorgung aus Kraft-Wärme-Kopplung. Für die Netzbetreiber entstand die Verpflichtung, sämtlichen in ihr Netz eingespeisten regenerativ erzeugten Strom abzunehmen und oberhalb des Marktpreises zu vergüten. Über 95 % der hinzugekauften Mengen bezogen die Stadtwerke Solingen in jenem Jahr von der EnBW Energie-Vertriebsgesellschaft mbH, seit 2000 neuer Stromlieferant der Stadtwerke Solingen. Die restliche Menge wurde weiterhin im Wasserwerk Glüder und im Müllheizkraftwerk der Stadt Solingen erzeugt. Darüber hinaus speisten private Lieferanten Strom ins Solinger Netz ein.
Im Jahr 2002 wurde die MVV Energie AG, Mannheim, mit einer Beteiligung von 49,9 % Partner der Stadtwerke Solingen GmbH im Bereich der Versorgung. 2012 kaufte die Stadt Solingen die Anteile der MVV Energie AG im Bereich Versorgung zurück. Damit ist die Stadtwerke Solingen GmbH wieder ein hundertprozentig kommunales Unternehmen (Beteiligungsgesellschaft der Stadt Solingen mbH: 91,5 %, Stadt-Sparkasse Solingen: 8,5 %).
Im Zuge der Anforderungen des deutschen Gesetzgebers nach gesellschaftsrechtlicher Entflechtung wurde die SWS Netze Solingen GmbH zum 1. Oktober 2005 gegründet. Sie ist verantwortlich für den Betrieb, Unterhalt und Ausbau der Solinger Strom- und Gasnetze einschließlich der vorhandenen Anlagen.
Am 30. September 2012 wurde die Trennung vom ehemaligen Geschäftspartner MVV Energie vollzogen. Für 114 Mio. Euro plus Nebenkosten erwarb die Stadt Solingen die Anteile wieder zurück. Seitdem steht das Versorgungs- und Verkehrsunternehmen vollständig unter städtischer Kontrolle.
Zum 1. Januar 2015 wurde der Bereich Trinkwasserversorgung auf den städtischen Eigenbetrieb Wasserversorgung Solingen (EBW) übertragen. Die Gewinnung, Aufbereitung und Qualitätssicherung des Wassers blieb dagegen in der Verantwortung der Stadtwerke Solingen GmbH.
Zum 1. Januar 2024 wurde Leif Reitis neuer Geschäftsführer der Stadtwerke Solingen GmbH. Er folgte auf Andreas Schwarberg, welcher die Position seit 2007 innehatte und Ende 2023 in den Ruhestand ging.

## Neue Geschäftsfelder
Die Bereitstellung günstiger als auch möglichst nachhaltiger Energie und einer sicheren Versorgungslage ist eine Grundvoraussetzung für unternehmerischen Erfolg, stabile lokale Wertschöpfungsketten und eine gesunde Entwicklung der Stadtwerke Solingen. Im Hinblick auf eine langfristige Wirtschaftlichkeit und die Bedeutung für die kommunalen Ziele ist die Investition in regenerative Energien und die Bereitstellung damit verbundener Service-Dienstleistungen ein wichtiger Baustein.

### Energiemanagement

#### Nutzung Erneuerbarer Energien
Die Stadtwerke Solingen unterstützen die Installation und den Betrieb von Photovoltaikanlagen auf privaten Hausdächern mit einem entsprechenden Dienstleistungspaket. Mit einer Photovoltaikanlage (kurz: PV-Anlage) kann ein Teil der einfallenden Sonneneinstrahlung mit Hilfe von Solarmodulen in elektrische Energie umgewandelt werden. In den Solarmodulen wird zunächst Gleichstrom erzeugt. Durch einen sogenannten Wechselrichter, der das System steuert, wird der Gleichstrom in Wechselstrom umgewandelt und kann im Anschluss direkt vor Ort verbraucht oder ins örtliche Stromnetz eingespeist werden. Erzeugen Kunden mit ihrer eigenen PV-Anlage Sonnenstrom und nutzen diesen beispielsweise zum Aufladen ihres Elektroautos, können sie verschiedene Service-Leistungen der Stadtwerke Solingen in Anspruch nehmen. Dazu zählen beispielsweise die technische Beratung sowie Wartung und Instandhaltung der jeweiligen Anlage. Das gilt auch für Kunden, die Heizungswärme selbst produzieren.

#### Senkung von Energiekosten
Um Möglichkeiten zur Senkung von Energiekosten aufzudecken, wie zum Beispiel in Bezug auf die Netzentgelte, können Industrie- und Gewerbekunden Service-Angebote der Stadtwerke Solingen nutzen. Ein Baustein ist unter anderem die sogenannte Lastganganalyse, mit welcher der Stromverbrauch eines Unternehmens im Tages-, Wochen- und Monatsverlauf grafisch dargestellt wird. Damit können Lastspitzen und unnötige Verbräuche aufgedeckt und das Verbrauchsverhalten und die Energiekosten der Kunden optimiert werden.

### Elektromobilität

#### Elektrotankstellen (Ladesäulen)

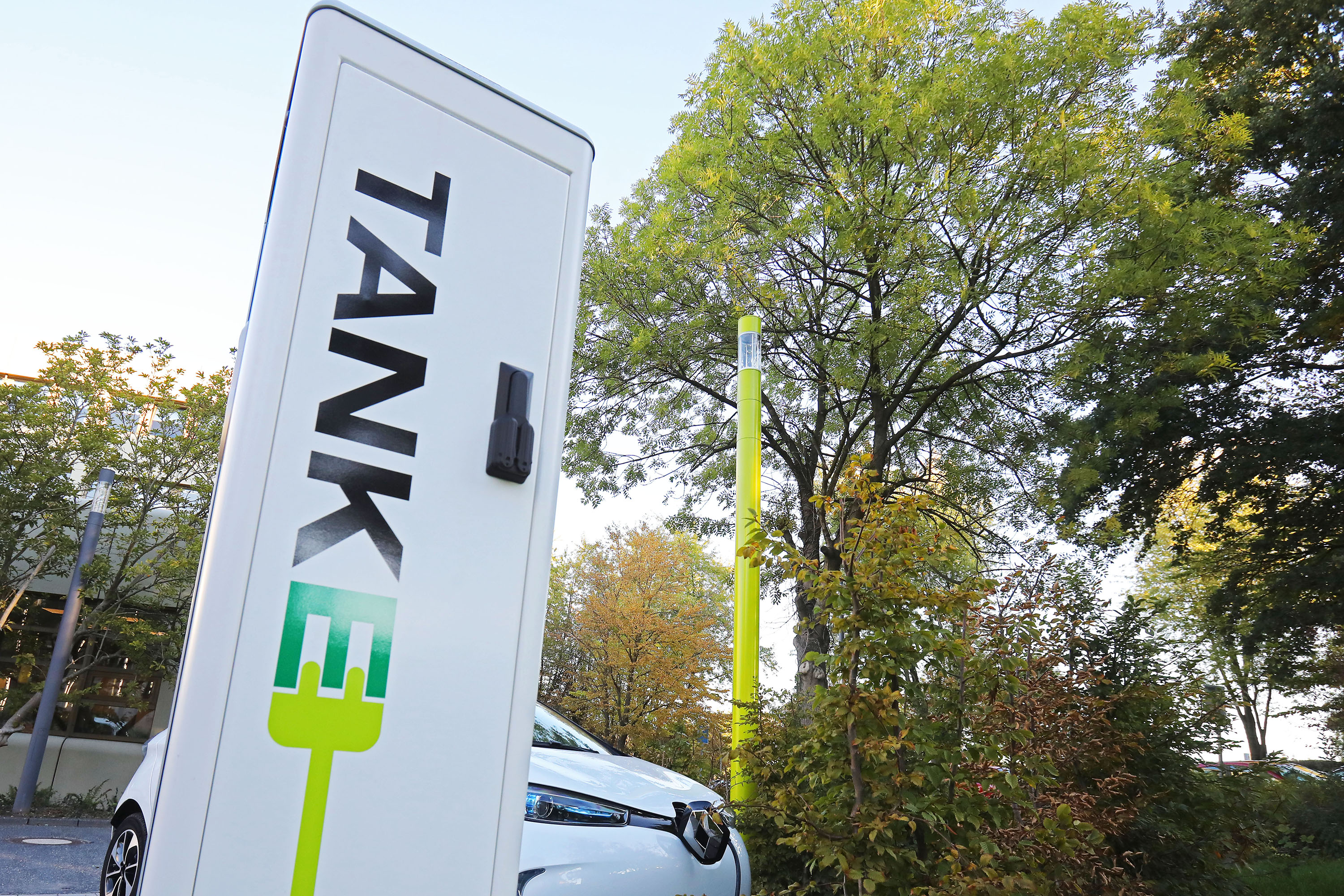
TankE-Ladesäule der Stadtwerke Solingen

Seit 2018 können insgesamt zwei Ladesäulen der Stadtwerke Solingen auf dem Betriebsgelände an der Beethovenstraße 210 zum Aufladen von Elektrofahrzeugen genutzt werden. Die Säulen verfügen jeweils über zwei Ladepunkte, so dass pro Ladestation zwei Elektrofahrzeuge unabhängig voneinander aufgeladen werden können. An allen Ladepunkten ist ein Laden über den Typ-2-Stecker mit maximal 22 kW je Ladepunkt möglich. Der Typ-2-Stecker wurde im Januar 2013 durch die EU-Kommission als europäischer Standard festgelegt. Weitere Ladesäulen in Solingen, unter anderem an der St.-Lukas-Klinik und der Klingenhalle, wurden durch die Stadtwerke installiert und sind in Betrieb. Weitere Ladesäulen in Solingen sind in der Planung und sollten in den nächsten Monaten betriebsbereit sein.
Ebenfalls auf dem Betriebsgelände der Stadtwerke Solingen befinden sich zwei Straßenleuchten mit SchuKo-Steckdosen, die zum Aufladen von E-Bikes genutzt werden können.

#### TankE-Netzwerk
Im September 2017 wurde in Köln das TankE-Netzwerk gegründet. Die Stadtwerke Solingen sind neben elf anderen Stadtwerken Gründungsmitglied.
Das Ziel der gemeinsamen Arbeit ist der Betrieb und die Abrechnung von Elektro-Ladesäulen sowie das Angebot der TankE-Netzwerk-App, die Zugang zu über 5.000 Ladepunkten bundesweit gewährleistet. An den zum TankE-Netzwerk gehörenden beiden Ladesäulen der Stadtwerke Solingen wird ausschließlich Ökostrom
angeboten. Die TankE-Netzwerk-App ermöglicht neben der Tankabrechnung auch das Finden und Aktivieren einer Ladesäule rund um die Uhr. Außerdem sind damit die jeweils aktuellen Stromtarife, die aktuellen und vergangenen Ladevorgänge sowie eine persönliche Kostenübersicht einsehbar.

#### Wallbox
Die Stadtwerke Solingen unterstützen ihre Kunden bei der Installation und Inbetriebnahme einer eigenen Wandladestation, einer sogenannten Wallbox, mit Beratungs- und Technik-Leistungen. Im Rahmen eines NRW-Förderprogramms erhalten Käufer einer Wallbox einen Förderbonus.
Eine Wallbox gemäß der internationalen Norm IEC 62196 ist eine an einer Wand befestigte Anschlussmöglichkeit zum Aufladen von Elektroautos, die hauptsächlich innerhalb des eigenen Hauses (zum Beispiel in der Garage) oder in geschützten Außenbereichen (zum Beispiel im Carport) installiert wird. Sie wird mit 400 Volt und 16 oder 32 Ampere an das Stromnetz angeschlossen. Zwar lassen sich herkömmliche Elektroautos auch an haushaltsüblichen Stromanschlüssen, sogenannten SchuKo-Steckdosen, aufladen. Ein solcher Ladevorgang birgt jedoch Sicherheitsrisiken (mögliche Überlastung mit Brandgefahr) und kann zwölf Stunden und länger in Anspruch nehmen. Ein Elektroauto sollte daher nicht regelmäßig und nur dann an einer SchuKo-Steckdose aufgeladen werden, wenn keine andere Lademöglichkeit vorhanden ist. Mit einer Wallbox lässt sich der Ladevorgang außerdem deutlich abkürzen. Je nach Modell des Elektroautos, dem darin verbautem Akku und der genutzten Wallbox werden aus zwölf Stunden etwa ein bis zwei Stunden Ladezeit. Verbunden wird das Elektroauto mit der Wallbox über ein Ladekabel mit Typ-2-Stecker.

## Konzern Stadtwerke Solingen
Die Stadtwerke Solingen sind eine Gesellschaft mit beschränkter Haftung. Gesellschafter sind die Beteiligungsgesellschaft der Stadt Solingen mbH und die Stadt-Sparkasse Solingen, so dass die Stadtwerke als kommunales Unternehmen anzusehen sind.

### Beteiligungen
Vollständig im Besitz der Stadtwerke befinden sich die SWS Netze Solingen GmbH. Sie ist der Netzbetreiber für Strom und Gas in den Konzessionsgebieten der Stadtwerke Solingen. Sie wurde 2005 gegründet, um der politisch gewünschten Trennung von Netz und Vertrieb nachzukommen (so genanntes Unbundling). Dadurch erhalten auch Wettbewerber diskriminierungsfrei und transparent zu gleichen Bedingungen Zugang zum Netz.
Die Stadtwerke Solingen (Versorgungsabteilung) besitzen folgende Kapitalanteile an anderen Unternehmen:
| Beteiligung (Name und Sitz der Gesellschaft)                   | Menge der Kapitalanteile in % bezogen auf die Stadtwerke Solingen |
| -------------------------------------------------------------- | ----------------------------------------------------------------- |
| SWS Netze Solingen GmbH, Solingen                              | 100,00                                                            |
| EDL Solingen GmbH, Solingen                                    | 74,90                                                             |
| IDS Infrastrukturdienstleister Solingen GmbH, Solingen         | 51,00                                                             |
| Wasserberg Baumberg GmbH, Solingen                             | 50,00                                                             |
| ELBA Omnibusreisen GmbH, Düsseldorf                            | 25,00                                                             |
| Bergische Trinkwasserverbund GmbH, Remscheid                   | 19,85                                                             |
| Neue Effizienz gemeinnützige GmbH, Wuppertal                   | 15,75                                                             |
| STEAG Windpark Ullersdorf GmbH & Co. KG, Jamlitz               | 11,64                                                             |
| Biogas Pool 2 für Stadtwerke GmbH & Co. KG, Unna               | 10,96                                                             |
| Trianel Onshore Windkraftwerke GmbH & Co. KG, Aachen           | 9,14                                                              |
| Trianel Wind und Solar GmbH und Co. KG, Aachen                 | 7,35                                                              |
| Trianel Erneuerbare Energien GmbH & Co. KG, Aachen             | 7,24                                                              |
| smartOPTIMO GmbH & Co. KG, Osnabrück                           | 5,00                                                              |
| Items GmbH, Münster                                            | 4,43                                                              |
| Stadtentwicklungsgesellschaft Solingen GmbH & Co. KG, Solingen | 3,98                                                              |
| Trianel Gaskraftwerk Hamm GmbH & Co. KG, Aachen                | 2,45                                                              |
| Trianel GmbH, Aachen                                           | 0,99                                                              |
| Versorger-Allianz 450 Beteiligungs GmbH & Co. KG, Bonn         | 0,86                                                              |

### Kennzahlen
Ergebnis der Geschäftsjahre ab 2013/2014:
| Geschäftsjahr        | 01.10.2022 – 30.09.2023 | 01.10.2021 – 30.09.2022 | 01.10.2020 – 30.09.2021 | 01.10.2019 – 30.09.2020 | 01.10.2018 – 30.09.2019 | 01.10.2017 – 30.09.2018 | 01.10.2016 – 30.09.2017 | 01.10.2015 – 30.09.2016 | 01.10.2014 – 30.09.2015 | 01.10.2013 – 30.09.2014 |
| -------------------- | ----------------------- | ----------------------- | ----------------------- | ----------------------- | ----------------------- | ----------------------- | ----------------------- | ----------------------- | ----------------------- | ----------------------- |
| Umsatzerlöse (€)     | 333,458 Mio.            | 269,851 Mio.            | 232,899 Mio.            | 222,718 Mio.            | 226.001.303,76          | 228.089.792,15          | 229.096.347,24          | 255.061.915,20          | 259.712.858,59          | 313.071.278,01          |
| Jahresüberschuss (€) | 4,125 Mio.              | 1,825 Mio.              | 0,633 Mio.              | 47.000                  | 2.164.055,28            | 3.036.180,92            | 3.839.419,41            | 3.229.200,30            | 1.319.481,27            | 588.392,76              |
| Bilanzsumme (€)      | 333,718 Mio.            | 283,920 Mio.            | 272,387 Mio.            | 258,992 Mio.            | 257.618.031,34          | 257.027.341,31          | 250.317.439,93          | 262.030.919,05          | 250.839.375,09          | 269.558.366,43          |